# Парабленниусы
Парабленниусы (лат. Parablennius) — род лучепёрых рыб из семейства собачковых (Blenniidae), которые распространены в Атлантическом, Индийском и на западе Тихого океана, в Средиземном и Чёрном морях. Достигают размеров от 4 см (Parablennius lodosus) до 30 см (Parablennius gattorugine).

## Виды
В состав рода включают 26 видов:
- Parablennius cornutus (Linnaeus, 1758)
- Parablennius cyclops (Rüppell, 1830)
- Parablennius dialloi Bath, 1990
- Parablennius gattorugine (Linnaeus, 1758)
- Parablennius goreensis (Valenciennes, 1836)
- Parablennius incognitus (Bath, 1968)
- Parablennius intermedius (Ogilby, 1915)
- Parablennius laticlavius Griffin, 1926 — Хохлатый парабленниус[1]
- Parablennius lodosus (Smith, 1959)
- Parablennius marmoreus (Poey, 1876)
- Parablennius opercularis (Murray, 1887)
- Parablennius parvicornis (Valenciennes, 1836)
- Parablennius pilicornis (Cuvier, 1829)
- Parablennius rouxi (Cocco, 1833)
- Parablennius ruber (Valenciennes, 1836)
- Parablennius salensis (Bath, 1990)
- Parablennius sanguinolentus (Pallas, 1814) — Обыкновенная морская собачка
- Parablennius serratolineatus (Bath & Hutchins, 1986)
- Parablennius sierraensis (Bath, 1990)
- Parablennius tasmanianus (Richardson, 1842)
- Parablennius tentacularis (Brünnich, 1768)
- Parablennius thysanius (Jordan & Seale, 1907)
- Parablennius verryckeni (Poll, 1959)
- Parablennius yatabei (Jordan & Snyder, 1900)
- Parablennius zvonimiri (Kolombatovic, 1892)